# Collegio di Bury St Edmunds and Stowmarket
Bury St Edmunds and Stowmarket è un collegio elettorale inglese situato nel Suffolk, nell'Est dell'Inghilterra, e rappresentato alla Camera dei Comuni del Parlamento del Regno Unito. Elegge un membro del Parlamento con il sistema first-past-the-post, ossia maggioritario a turno unico; l'attuale parlamentare è Peter Prinsley del Partito Laburista, che rappresenta il collegio dal 2024.

## Estensione
Il collegio è costituito dai seguenti ward:
- nel Mid Suffolk: Chilton; Combs Ford; Elmswell and Woolpit; Onehouse; Rattlesden; St. Peter’s; Stow Thorney e Thurston;
- nel West Suffolk: Abbeygate; Bardwell; Barningham; Eastgate; Ixworth; Minden; Moreton Hall; Pakenham and Troston; Rougham; St. Olaves; Southgate; Stanton; The Fornhams and Great Barton; Tollgate e Westgate.[1]

## Membri del Parlamento
| Elezione | Elezione | Deputato       | Partito   |
| -------- | -------- | -------------- | --------- |
|          | 2024     | Peter Prinsley | Laburista |

## Elezioni

### Elezioni negli anni 2020
| Partito                    | Partito                                      | Candidato                  | Risultati 4 luglio 2024 | Risultati 4 luglio 2024 |
| Partito                    | Partito                                      | Candidato                  | Voti                    | %                       |
| -------------------------- | -------------------------------------------- | -------------------------- | ----------------------- | ----------------------- |
|                            | Laburista                                    | Peter Prinsley             | 16 745                  | 32,90                   |
|                            | Conservatore                                 | Will Tanner                | 15 293                  | 30,05                   |
|                            | Reform UK                                    | Scott Hussey               | 8 595                   | 16,89                   |
|                            | Verdi                                        | Emma Buckmaster            | 5 761                   | 11,32                   |
|                            | Lib Dem                                      | Peter McDonald             | 3 154                   | 6,20                    |
|                            | Indipendente                                 | Jeremy Lee                 | 819                     | 1,61                    |
|                            | Rejoin EU                                    | Richard Baker-Howard       | 350                     | 0,69                    |
|                            | Comunista                                    | Darren Turner              | 176                     | 0,35                    |
|                            |                                              |                            |                         |                         |
| Iscritti                   | Iscritti                                     | Iscritti                   | 77 599                  | 100,00                  |
| ↳ Votanti (% su iscritti)  | ↳ Votanti (% su iscritti)                    | ↳ Votanti (% su iscritti)  | 50 893                  | 65,58                   |
| ↳ Astenuti (% su iscritti) | ↳ Astenuti (% su iscritti)                   | ↳ Astenuti (% su iscritti) | 26 706                  | 34,42                   |
|                            |                                              |                            |                         |                         |
|                            | Esito: collegio a Laburista (nuovo collegio) |                            |                         |                         |